# William Bogert
William Bogert (New York, 1936. január 25. – New York, 2020. január 12.) amerikai karakterszínész.

## Filmjei
Mozifilmek
- Bosszúvágy (Death Wish) (1974)
- Kánikulai délután (Dog Day Afternoon) (1975)
- A jónevű senki (The Front) (1976)
- Fire Sale (1977)
- Ép testben épp, hogy élek (Heaven Can Wait) (1978)
- Almost Summer (1978)
- Hero at Large (1980)
- Az utolsó házaspár (The Last Married Couple in America) (1980)
- Bosszúvágy 2. (Death Wish 2) (1982)
- Háborús játékok (WarGames) (1983)
- Whatever It Takes (1986)
- Stewardess School (1986)
- Kelj fel és járj (Walk Like a Man) (1987)
- Alexander and the Terrible, Horrible, No Good, Very Bad Day (1990)
- Tökéletes gyilkosság (A Perfect Murder) (1998)
- Backseat (2005)
- Tenure (2008)
- The Flying Scissors (2009)
- Elfelejtett idő (Time Out of Mind) (2014)

Tv-filmek
- Richie halála (The Death of Richie) (1977)
- Centennial (1979)
- Halálos véletlen (Friendly Fire) (1979)

Tv-sorozatok
- The Doctors (1968–1975, hét epizódban)
- Starsky és Hutch (Starsky and Hutch) (1977, egy epizódban)
- The Greatest American Hero (1981–1983, 12 epizódban)
- Külvárosi körzet (Hill Street Blues) (1982, egy epizódban)
- Small Wonder (1985–1989, 28 epizódban)
- Columbo (1995, egy epizódban)

## További információ
- William Bogert a PORT.hu-n (magyarul)
- William Bogert az Internetes Szinkronadatbázisban (magyarul)
- William Bogert az Internet Movie Database-ben (angolul)
- William Bogert a Rotten Tomatoeson (angolul)